# Flora Pisana
Flora Pisana (abreviado Fl. Pis.) es un libro con ilustraciones y descripciones botánicas que fue escrito por el naturalista italiano Gaetano Savi y publicado en Pisa en dos volúmenes en el año 1798.